# Campagne 2018-2020 de l'équipe d'Allemagne de football

Cet article relate le parcours de l'équipe d'Allemagne de Football durant la Ligue des nations et les éliminatoires pour le championnat d'Europe 2020. Après son élimination précoce au mondial russe, l'objectif de la Nationalmannschaft est de se qualifier pour la 13e fois pour un championnat d'Europe, et de remporter la Ligue des nations, cette dernière compétition pouvant se combiner avec les qualifications pour obtenir une place à l'Euro 2020.
Avant le début de cette campagne deux joueurs décident de quitter la sélection, Mario Gomez 32 ans et Mesut Ozil 29 ans, pour ce dernier ce sont des tensions avec la fédération allemande qui ont décidé de ce choix. En cours de campagne en vue de repartir sur une nouvelle base le sélectionneur décide de ne plus faire appel à Jerome Boateng, Mats Hummels et Thomas Muller.
À la suite de la crise du COVID-19 la campagne s’arrête prématurément. 

## Les résultats des matchs en Ligue des nations
L'Allemagne n'ayant gagné aucun match est reléguée en ligue B. 
| Ligue des nations 2018-2019                          | Allemagne | 0 - 0   | France | Allianz Arena Munich                            |                                                 |
| 6 septembre 2018 · 20h45 · Historique des rencontres |           | (0 - 0) |        | Spectateurs : 67 485 Arbitrage : Daniele Orsato | Spectateurs : 67 485 Arbitrage : Daniele Orsato |
| 6 septembre 2018 · 20h45 · Historique des rencontres |           |         |        | Spectateurs : 67 485 Arbitrage : Daniele Orsato | Spectateurs : 67 485 Arbitrage : Daniele Orsato |

| Ligue des nations 2018-2019                           | Pays-Bas                                                            | 3 - 0   | Allemagne | Johan Cruijff ArenA Amsterdam                 |                                               |
| 13 septembre 2018 · 20h45 · Historique des rencontres | Virgil van Dijk 30e · Memphis Depay 87e · Georginio Wijnaldum 90+3e | (0 - 1) |           | Spectateurs : 52 536 Arbitrage : Cüneyt Çakır | Spectateurs : 52 536 Arbitrage : Cüneyt Çakır |
| 13 septembre 2018 · 20h45 · Historique des rencontres |                                                                     |         |           | Spectateurs : 52 536 Arbitrage : Cüneyt Çakır | Spectateurs : 52 536 Arbitrage : Cüneyt Çakır |

| Ligue des nations 2018-2019                           | France                                               | 2 - 1   | Allemagne             | Stade de France Saint-Denis                    |                                                |
| 16 septembre 2018 · 20h45 · Historique des rencontres | Antoine Griezmann 62e · Antoine Griezmann 80e (pen.) | (0 - 1) | Toni Kroos 14e (pen.) | Spectateurs : 75 000 Arbitrage : Milorad Mažić | Spectateurs : 75 000 Arbitrage : Milorad Mažić |
| 16 septembre 2018 · 20h45 · Historique des rencontres |                                                      |         |                       | Spectateurs : 75 000 Arbitrage : Milorad Mažić | Spectateurs : 75 000 Arbitrage : Milorad Mažić |

| Ligue des nations 2018-2019                          | Allemagne                       | 2 - 2   | Pays-Bas                                  | Veltins-Arena Gelsenkirchen                     |                                                 |
| 19 novembre 2018 · 20h45 · Historique des rencontres | Timo Werner 9e · Leroy Sané 20e | (2 - 0) | Quincy Promes 85e · Virgil van Dijk 90+1e | Spectateurs : 42 186 Arbitrage : Ovidiu Haţegan | Spectateurs : 42 186 Arbitrage : Ovidiu Haţegan |
| 19 novembre 2018 · 20h45 · Historique des rencontres |                                 |         |                                           | Spectateurs : 42 186 Arbitrage : Ovidiu Haţegan | Spectateurs : 42 186 Arbitrage : Ovidiu Haţegan |

Classement final
| Rang | Équipe    | Pts | J | G | N | P | Bp | Bc | Diff |  | Résultats (▼ dom., ► ext.) |     |     |     |
| ---- | --------- | --- | - | - | - | - | -- | -- | ---- |  | -------------------------- | --- | --- | --- |
| 1    | Pays-Bas  | 7   | 4 | 2 | 1 | 1 | 8  | 4  | +4   |  | Pays-Bas                   |     | 2-0 | 3-0 |
| 2    | France    | 7   | 4 | 2 | 1 | 1 | 4  | 4  | 0    |  | France                     | 2-1 |     | 2-1 |
| 3    | Allemagne | 2   | 4 | 0 | 2 | 2 | 3  | 7  | -4   |  | Allemagne                  | 2-2 | 0-0 |     |

## Le parcours et les résultats des matchs de qualification à l'Euro 2020
L'Allemagne validera officiellement sa qualification le 16 novembre 2019 contre la Biélorussie. Dans son groupe composé des Pays-Bas, de l'Irlande du Nord, de la Biélorussie, et de l'Estonie, elle commencera sa Campagne à Amsterdam pour affronter la formation batave, qu'elle a déjà affronté à deux reprises en Ligue des nations. Un déplacement que le onze allemand honorera par une victoire 3-2 avec notamment une très belle réalisation de Serge Gnabry. Un succès qui en appellera deux autres avant la fin de la saison 2018-2019, tout d'abord en terre Biélorusse(2-0) et à domicile contre l'Estonie (8-0).
Semblant retrouver son allant d'avant le Mondial 2018, la  sélection de Joachim Low va de nouveau faire preuve de fragilité en recevant les Pays-Bas, une défaite (2-4) à Hambourg depuis 1988 dans cette enceinte, la faute notamment à des joueurs allemands trop spectateurs en seconde période, alors que la première mi-temps avait été convaincante. Un faux pas qui sera par la suite effacé avec une victoire 2-0 en terre nord irlandaise. 
Les trois derniers matchs seront très bien négociés, même si la victoire en Estonie 3-0 est entaché par l'expulsion de Emre Can en début de rencontre. Les deux derniers rivaux accueillis respectivement à Mönchengladbach pour la Biélorussie et à Francfort pour l'Irlande du Nord ne pèseront pas lourd puisque l'Allemagne s'imposera 4-0 au Borussia-Park et 6-1 à la Commerzbank-Arena.

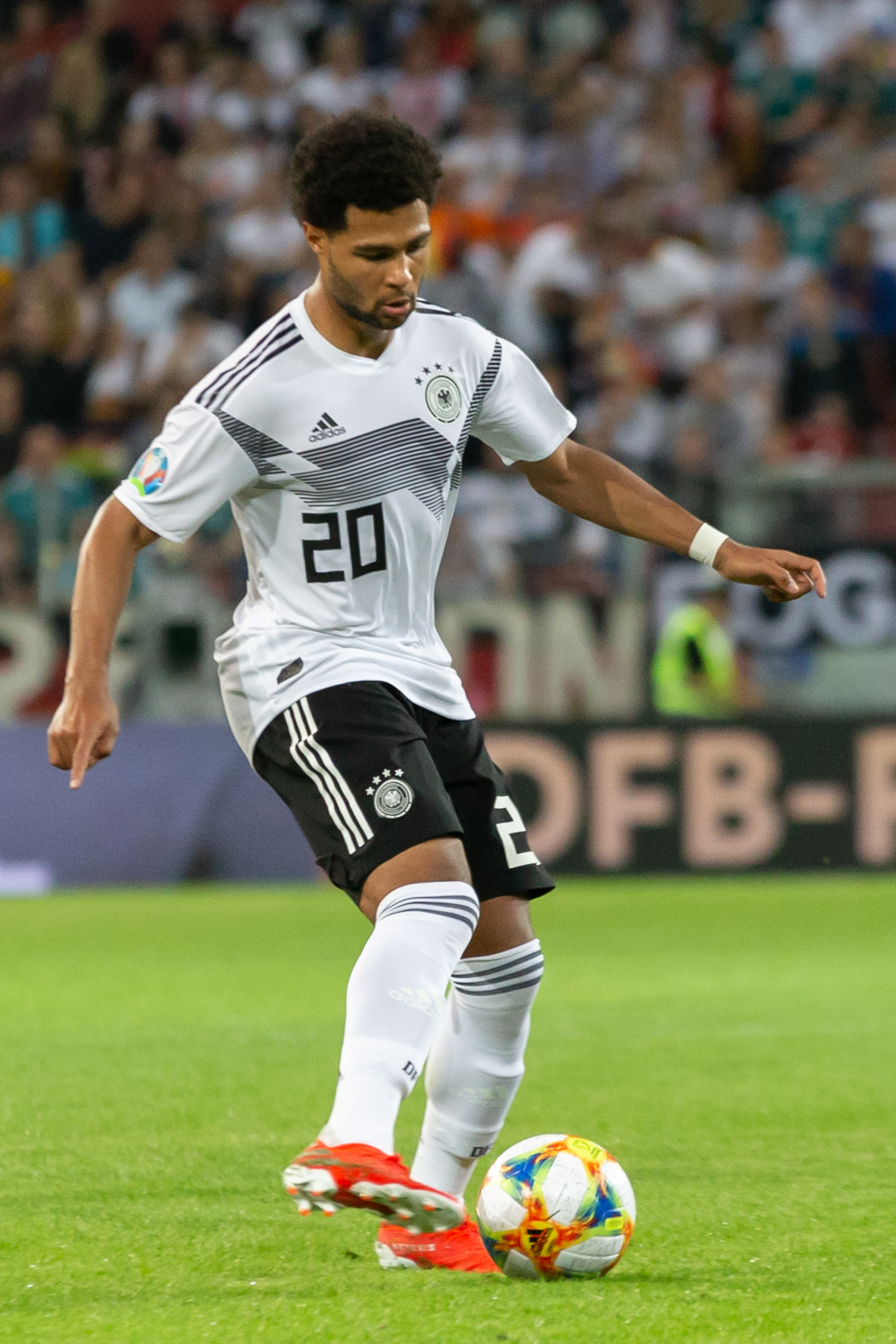
Serge Gnabry terminera meilleur buteur allemand de ces qualifications

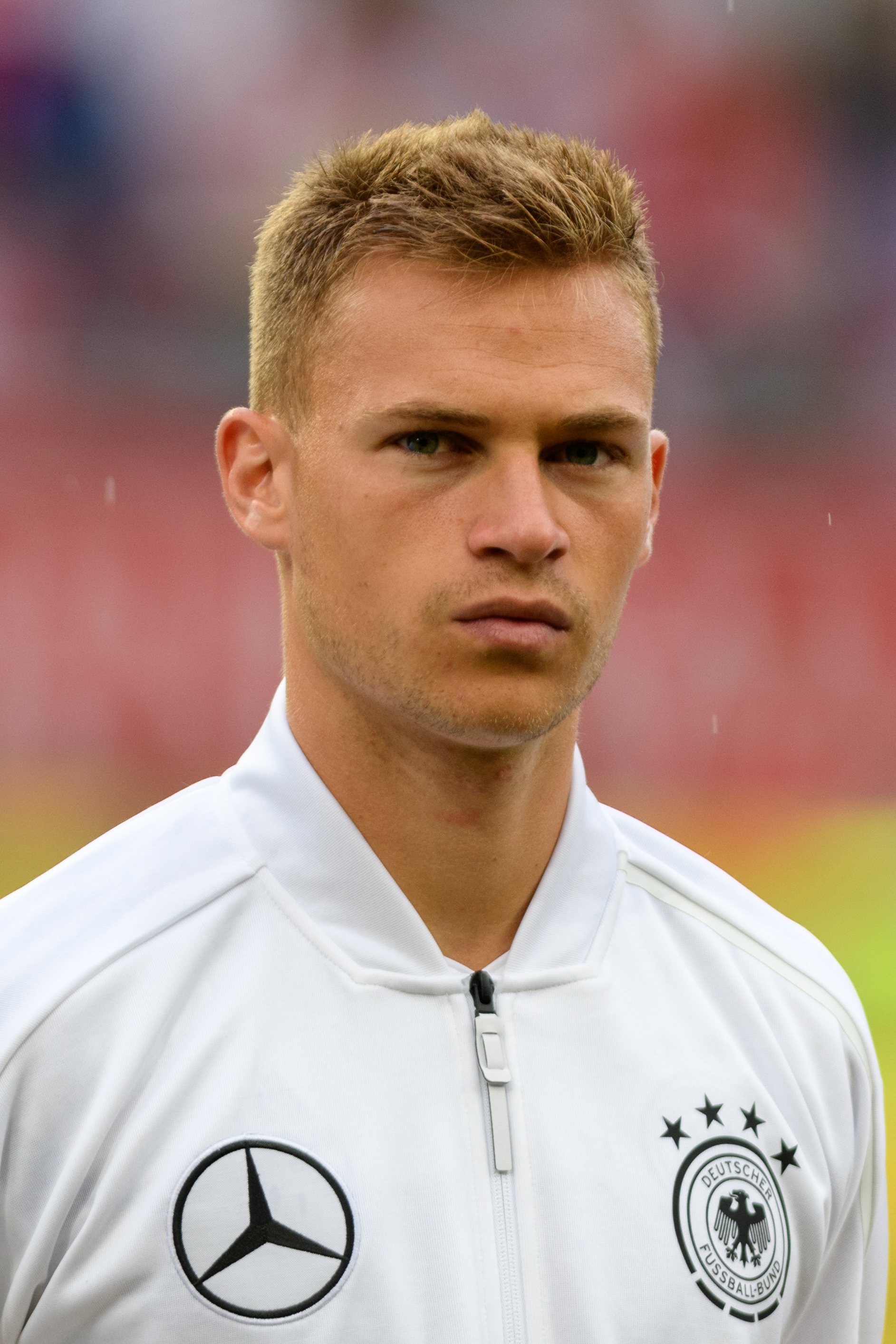
Comme lors de la campagne précédente Joshua Kimmich participera à toutes les rencontres de qualification

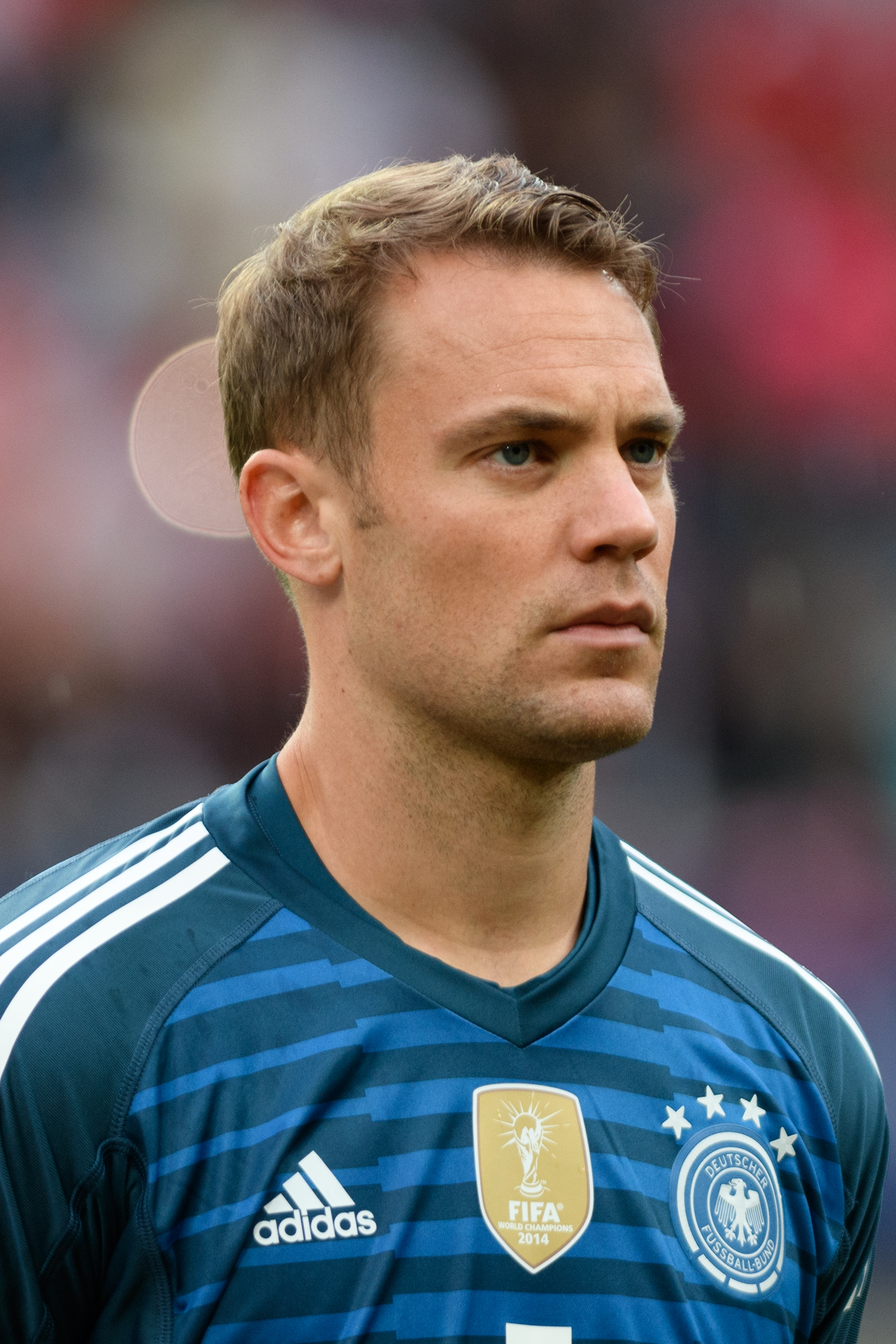
Bien que mit en concurrence avec Marc-André ter Stegen, Manuel Neuer sera le gardien numéro 1 dans ces matchs de qualification.

L'Allemagne termine première de son groupe de qualification.
| Rang | Équipe              | Pts | J | G | N | P | Bp | Bc | Diff |  | Résultats (▼ dom., ► ext.) |     |     |     |     |     |
| ---- | ------------------- | --- | - | - | - | - | -- | -- | ---- |  | -------------------------- | --- | --- | --- | --- | --- |
| 1    | Allemagne           | 21  | 8 | 7 | 0 | 1 | 30 | 7  | +23  |  | Allemagne                  |     | 2-4 | 6-1 | 4-0 | 8-0 |
| 2    | Pays-Bas            | 19  | 8 | 6 | 1 | 1 | 24 | 7  | +17  |  | Pays-Bas                   | 2-3 |     | 3-1 | 4-0 | 5-0 |
| 3    | Irlande du Nord (B) | 13  | 8 | 4 | 1 | 3 | 9  | 13 | -4   |  | Irlande du Nord (B)        | 0-2 | 0-0 |     | 2-1 | 2-0 |
| 4    | Biélorussie (B)     | 4   | 8 | 1 | 1 | 6 | 4  | 16 | -12  |  | Biélorussie (B)            | 0-2 | 1-2 | 0-1 |     | 0-0 |
| 5    | Estonie             | 1   | 8 | 0 | 1 | 7 | 2  | 26 | -24  |  | Estonie                    | 0-3 | 0-4 | 1-2 | 1-2 |     |

## Le parcours et résultats en matchs amicaux
Après une victoire étriqué contre le Pérou, l'Allemagne retrouve un visage plus flamboyant contre la Russie et voit Leroy Sané, grand espoir du football allemand malgré sa non sélection au mondial russe pour des raisons de mauvaises performances ouvrir enfin son compteur but. 

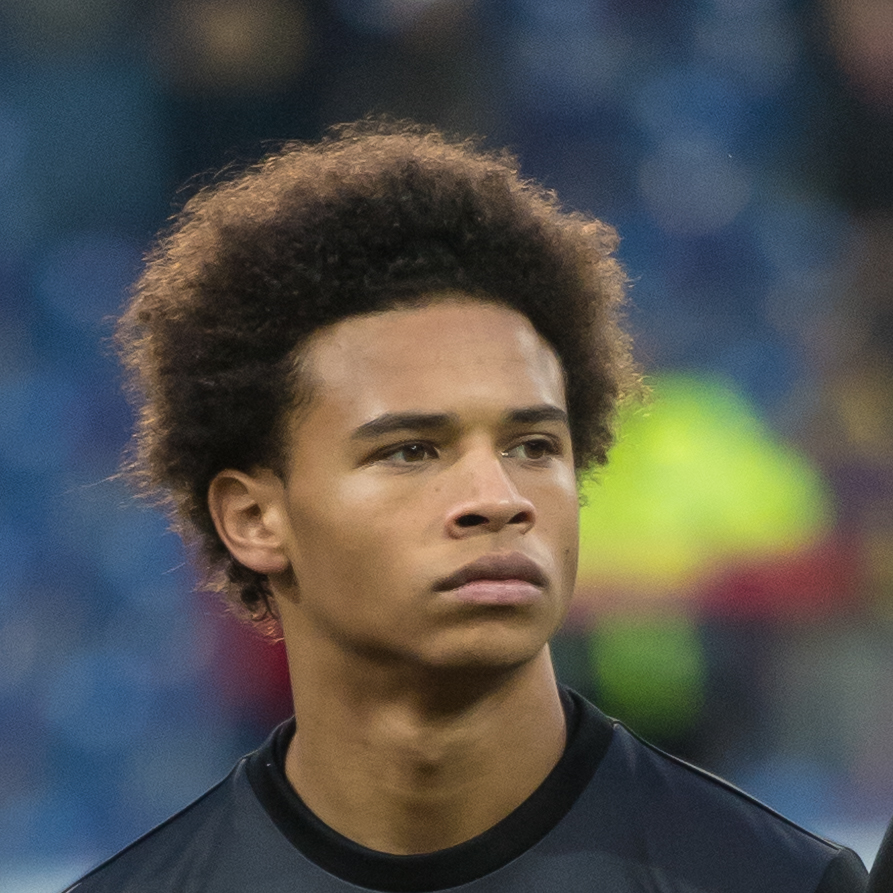
C'est contre la Russie que Leroy Sané marque enfin son premier but en sélection.

| Match amical                                         | Allemagne                           | 2 - 1   | Pérou              | Rhein-Neckar-Arena Sinsheim      |                                  |
| 9 septembre 2018 · 20h45 · Historique des rencontres | Julian Brandt 25e · Nico Schulz 85e | (1 - 1) | Luis Advíncula 21e | Arbitrage : Robert Schörgenhofer | Arbitrage : Robert Schörgenhofer |
| 9 septembre 2018 · 20h45 · Historique des rencontres |                                     |         |                    | Arbitrage : Robert Schörgenhofer | Arbitrage : Robert Schörgenhofer |

| Match amical                                         | Allemagne                                          | 3 - 0   | Russie | Red Bull Arena Leipzig     |                            |
| 15 novembre 2018 · 20h45 · Historique des rencontres | Leroy Sané 8e · Niklas Süle 25e · Serge Gnabry 40e | (3 - 0) |        | Arbitrage : Sandro Scherer | Arbitrage : Sandro Scherer |
| 15 novembre 2018 · 20h45 · Historique des rencontres |                                                    |         |        | Arbitrage : Sandro Scherer | Arbitrage : Sandro Scherer |

| Match amical                                     | Allemagne         | 1 - 1   | Serbie         | Volkswagen Arena Wolfsbourg |                          |
| 20 mars 2019 · 20h45 · Historique des rencontres | Leon Goretzka 69e | (0 - 1) | Luka Jović 12e | Arbitrage : Bobby Madden    | Arbitrage : Bobby Madden |
| 20 mars 2019 · 20h45 · Historique des rencontres |                   |         |                | Arbitrage : Bobby Madden    | Arbitrage : Bobby Madden |

| Match amical                                       | Allemagne                          | 2 - 2   | Argentine                            | Signal Iduna Park Dortmund                      |                                                 |
| 9 octobre 2019 · 20h45 · Historique des rencontres | Serge Gnabry 15e · Kai Havertz 22e | (2 - 0) | Lucas Alario 66e · Lucas Ocampos 85e | Spectateurs : 45 197 Arbitrage : Clément Turpin | Spectateurs : 45 197 Arbitrage : Clément Turpin |
| 9 octobre 2019 · 20h45 · Historique des rencontres |                                    |         |                                      | Spectateurs : 45 197 Arbitrage : Clément Turpin | Spectateurs : 45 197 Arbitrage : Clément Turpin |

## Le bilan statistique joueur par joueur
| Joueurs                                                    |    |    |    |    |    |    |    |    |    |    |    |    |    |    |    |    |
| Gardiens de but                                            |    |    |    |    |    |    |    |    |    |    |    |    |    |    |    |    |
| Manuel Neuer (Bayern Munich)                               | 90 | -  | 90 | 90 | 90 | 90 | 45 | 90 | 90 | 90 | 90 | 90 | -  | 90 | 90 | -  |
| Marc-André ter Stegen (FC Barcelone)                       | -  | 90 | -  | -  | -  | -  | 45 | -  | -  | -  | -  | -  | 90 | -  |    | 90 |
| Défenseurs                                                 |    |    |    |    |    |    |    |    |    |    |    |    |    |    |    |    |
| Joshua Kimmich (Bayern Munich)                             | 90 | 90 | 90 | 90 | 90 | 90 | 90 | 90 | 90 | 90 | 90 | 90 | 90 | 90 | 90 | 90 |
| Mats Hummels (Bayern Munich) puis (Borussia Dortmund)      | 90 | -  | 90 | 90 | -  | 90 | -  | -  | -  | -  | -  | -  | -  | -  | -  | -  |
| Jérôme Boateng (Bayern Munich)                             | 90 | 45 | 90 | -  | -  | -  | -  | -  | -  | -  | -  | -  | -  | -  | -  | -  |
| Antonio Rüdiger (Chelsea FC)                               | 90 | 45 | -  | -  | 60 | 90 | -  | 90 | -  | -  | -  | -  | -  | -  | -  | -  |
| Niklas Süle (Bayern Munich)                                | -  | 90 | -  | 90 | 90 | 90 | 90 | 90 | 90 | 90 | 90 | 90 | 90 | 90 | -  | -  |
| Jonathan Tah (Bayer Leverkusen)                            | -  | -  | -  | -  | 30 | -  | 90 | -  | 90 | -  | 90 | 50 | -  | -  | -  | 90 |
| Nico Schulz (TSG 1899 Hoffenheim) puis (Borussia Dortmund) | -  | 90 | -  | 90 | 20 | 90 | 1  | 90 | 90 | 46 | 90 | -  | -  | -  | 90 | 90 |
| Thilo Kehrer (Paris SG)                                    | -  | 18 | -  | 90 | 90 | 90 | 1  | 90 | -  | 90 | -  | -  | -  | -  | -  | -  |
| Jonas Hector (FC Cologne)                                  | -  | -  | 90 | -  | 70 | -  | -  | -  | -  | -  | -  | -  | -  | -  | -  | 90 |
| Sebastian Rudy (Schalke 04) puis (TSG Hoffenheim)          | -  | -  | -  | -  | 25 | -  | -  | -  | -  | -  | -  | -  | 7  | -  | 1  | -  |
| Lukas Klostermann (RB Leipzig)                             | -  | -  | -  | -  | -  | -  | 89 | -  | 90 | -  | 90 | 90 | 90 | 90 | 90 | 65 |
| Marcel Halstenberg (RB Leipzig)                            | -  | -  | -  | -  | -  | -  | 90 | -  | -  | 44 | -  | 90 | 90 | 90 | -  | -  |
| Robin Koch (SC Fribourg)                                   | -  | -  | -  | -  | -  | -  | -  | -  | -  | -  | -  | -  | 90 | -  | 90 | -  |
| Niklas Stark (Hertha Berlin)                               | -  | -  | -  | -  | -  | -  | -  | -  | -  | -  | -  | -  | -  | -  | -  | 25 |
| Milieux                                                    |    |    |    |    |    |    |    |    |    |    |    |    |    |    |    |    |
| Matthias Ginter (Borussia Mönchengladbach)                 | 90 | 72 | 90 | 83 | 90 | -  | -  | 90 | 90 | 90 | 84 | 40 | -  | -  | 90 | -  |
| Thomas Müller (Bayern Munich)                              | 90 | 7  | 57 | 2  | 17 | 24 | -  | -  | -  | -  | -  | -  | -  | -  | -  | -  |
| Toni Kroos (Real Madrid)                                   | 90 | 90 | 90 | 90 | -  | 90 | -  | 90 | -  | -  | 90 | 90 | -  | -  | 90 | 90 |
| İlkay Gündoğan (Manchester City)                           | 24 | 83 | -  | -  | -  | -  | 90 | 20 | 81 | 53 | 19 | -  | -  | 90 | 90 | 90 |
| Leon Goretzka (Bayern Munich)                              | 66 | -  | -  | -  | 13 | 10 | 34 | 70 | 9  | 90 | -  | -  | -  | -  | 90 | 73 |
| Leroy Sané (Manchester City)                               | 7  | -  | 33 | 75 | 77 | 80 | 89 | 90 | 90 | 90 | -  | -  | -  | -  | -  | -  |
| Marco Reus (Borussia Dortmund)                             | 83 | 45 | -  | -  | -  | 27 | 45 | 2  | 76 | 65 | 61 | 85 | -  | 77 | -  | -  |
| Julian Brandt (Bayer Leverkusen) puis (Borussia Dortmund)  | -  | 69 | 22 | 7  | 25 | -  | 56 | -  | 14 | -  | 6  | 90 | 67 | 86 | 22 | 90 |
| Julian Draxler (Paris SG)                                  | -  | 45 | 33 | 15 | -  | -  | -  | -  | 19 | 37 | -  | -  | -  | -  | -  | -  |
| Kai Havertz (Bayer Leverkusen)                             | -  | 2  | -  | -  | 65 | -  | 45 | -  | -  | -  | 19 | 22 | 83 | 90 | -  | -  |
| Emre Can (Juventus) puis (Borussia Dortmund)               | -  | -  | 57 | -  | -  | -  | -  | -  | -  | -  | -  | 5  | 90 | 14 | -  | 90 |
| Serge Gnabry (Bayern Munich)                               | -  | -  | -  | 88 | 73 | 66 | -  | 88 | 71 | 90 | 90 | 90 | 72 | -  | 84 | 80 |
| Suat Serdar (Schalke 04)                                   | -  | -  | -  | -  | -  | -  | -  | -  | -  | -  | -  | -  | 18 | 13 | -  | 17 |
| Nadiem Amiri (Bayer Leverkusen)                            | -  | -  | -  | -  | -  | -  | -  | -  | -  | -  | -  | -  | 23 | 4  | -  | 10 |
| Attaquants                                                 |    |    |    |    |    |    |    |    |    |    |    |    |    |    |    |    |
| Timo Werner (RB Leipzig)                                   | 90 | 88 | 90 | 90 | 65 | 63 | 90 | -  | -  | 25 | 61 | 68 | -  | 23 | 68 | -  |
| Nils Petersen (SC Fribourg)                                | -  | 21 | -  | -  | -  | -  | -  | -  | -  | -  | -  | -  | -  | -  | -  | -  |
| Mark Uth (Schalke 04) puis (FC Cologne)                    | -  | -  | 68 | -  | -  | -  | -  | -  | -  | -  | -  | -  | -  | -  | -  | -  |
| Luca Waldschmidt (SC Fribourg)                             | -  | -  | -  | -  | -  | -  | -  | -  | -  | -  | -  | -  | 90 | 66 | 6  | -  |
| Joueurs                                                    |    |    |    |    |    |    |    |    |    |    |    |    |    |    |    |    |

## Navigation
Campagne 2016-2018 de l'équipe d'Allemagne de football